# 30718 Рекордз
30718 Рекордз (30718 Records) — астероїд головного поясу, відкритий 14 вересня 1955 року.
Тіссеранів параметр щодо Юпітера — 3,259.